# ۱۹۳۹

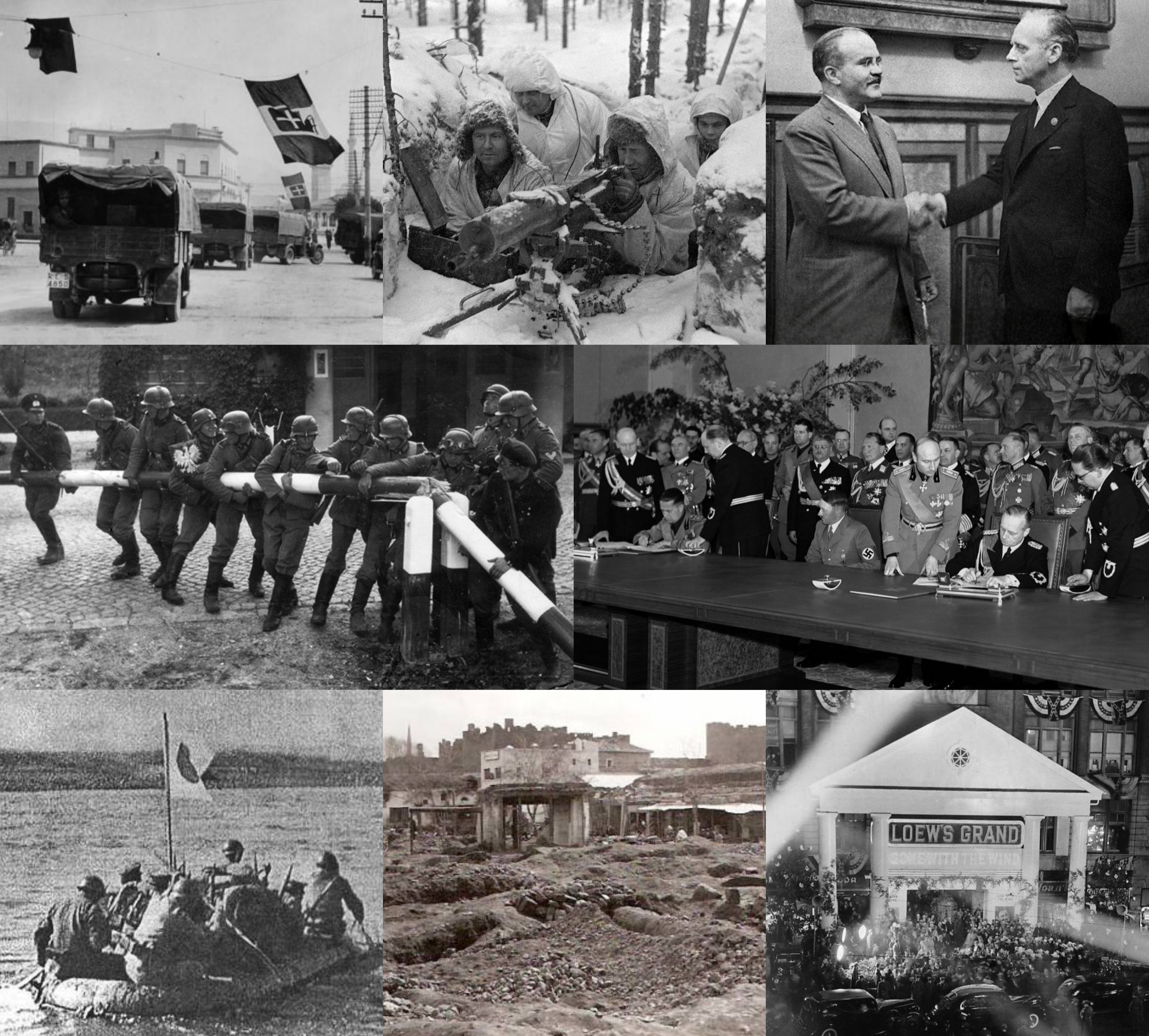

## رویدادها
- ۱ سپتامبر - آغاز جنگ جهانی دوم با تهاجم آلمان به لهستان
- ۱۶ سپتامبر - پایان نبرد خالخین گل با پیروزی شوروی و مغولستان بر امپراتوری ژاپن
- خلق اثر نقاشی دو فریدا توسط فریدا کالو
- ساخت فیلم سینمایی بربادرفته به کارگردانی ویکتور فلمینگ

## زادروزها
- ۲۲ ژانویه – ری استیونز، خواننده-ترانه‌سرا، موسیقی‌دان، و خواننده آمریکایی
- ۲۹ ژانویه – جرمن گریر، نویسنده استرالیایی
- ۶ فوریه – مایک فارل، تهیه‌کننده و بازیگر آمریکایی
- ۱۲ فوریه – دوین اوزولین، ورزشکار دو و میدانی اهل شوروی
- ۱۶ مارس – کارلوس بیلاردو، بازیکن فوتبال آرژانتینی
- ۲۰ مارس – برایان مالرونی، سیاست‌مدار و وکیل کانادایی
- ۷ آوریل - فرانسیس فورد کوپولا، کارگردان آمریکایی
- ۴ مه – پال گلیسون، بازیکن بیسبال و بازیگر آمریکایی (د. ۲۰۰۶)
- ۱۲ مه – جلال دباغ، سیاستمدار، مترجم و روزنامه‌نگار اهل کردستان عراق
- ۱۳ مه – هاروی کایتل، بازیگر آمریکایی
- ۱۴ ژوئن – ستنی هویر، سیاست‌مدار و وکیل آمریکایی
- ۱۶ ژوئیه – کورین ردگریو، بازیگر بریتانیایی (د. ۲۰۱۰)
- ۲۲ ژوئیه – ترنس استامپ، بازیگر بریتانیایی
- ۱۱ اوت – آرتورو سابادین، دوچرخه‌سوار اهل ایتالیا
- ۱۶ اوت – کارول شلی، بازیگر بریتانیایی
- ۲۱ اوت – کلارنس ویلیامز سوم، بازیگر آمریکایی
- ۲۹ اوت – جوئل شوماخر، فیلمنامه‌نویس، تهیه‌کننده، و کارگردان آمریکایی
- ۱ سپتامبر – لی‌لی تاملین، بازیگر آمریکایی
- ۲۹ سپتامبر – لری لینویل، بازیگر آمریکایی (د. ۲۰۰۰)
- ۳۰ سپتامبر – ژان-ماری لن، شیمی‌دان فرانسوی
- ۸ اکتبر – پل هوگان، بازیگر و فیلمنامه‌نویس استرالیایی
- ۲۴ اکتبر – اف. موری آبراهام، بازیگر آمریکایی
- ۲۸ اکتبر – جین الکساندر، بازیگر آمریکایی
- ۳۱ اکتبر – ران ریفکین، بازیگر آمریکایی
- ۱ نوامبر – باربارا بوسون، بازیگر آمریکایی
- ۱۰ نوامبر – راسل مینز، بازیگر آمریکایی (د. ۲۰۱۲)
- ۱۴ نوامبر – وندی کارلوس، آهنگساز آمریکایی
- ۱۸ نوامبر، مارگارت اتوود، نویسندهٔ کانادایی
- ۸ دسامبر – جیمز گال‌وی، موسیقی‌دان بریتانیایی
- ۱۱ دسامبر – توماس مک‌گوئن، نویسنده آمریکایی
- ۲۷ دسامبر – جان آموس، بازیگر آمریکایی

## درگذشت‌ها
- ۲ ژانویه – رومن دمووسکی، دیپلمات لهستانی (ز. ۱۸۶۴)
- ۱۰ فوریه - پاپ پیوس یازدهم
- ۱۲ فوریه - اس.پی.ال. سورانسن، شیمیدان دانمارکی (ز. ۱۸۶۸)
- ۲۷ فوریه – نادژدا کروپسکایا، کتابدار روسی (ز. ۱۸۶۹)
- ۲ مارس - هاوارد کارتر، باستان‌شناس انگلیسی
- ۲۳ اوت – سیدنی هاوارد، فیلمنامه‌نویس آمریکایی (ز. ۱۸۹۱)
- ۶ سپتامبر - آرتور راکهام، تصویرگر کتاب انگلیسی (زادروز ۱۸۶۷)
- ۲۲ سپتامبر – ورنر فون فریچ، نظامی آلمانی (ز. ۱۸۸۰)
- ۲۹ نوامبر – فیلیپ شایدمان، سیاست‌مدار آلمانی (ز. ۱۸۶۵)
- ۲۰ دسامبر – هانس لانگسدرف، نظامی آلمانی (ز. ۱۸۹۴)

## فرمانروایان
- آدولف هیتلر رهبر المان
- استالین رهبر شوروی
- چرچیل نخست وزیر بریتانیا
- هیرُهیتو پادشاه ژاپن
- موسولینی پادشاه ایتالیا